# Kim Wilde (album)
Kim Wilde è il primo album in studio della cantante inglese Kim Wilde, pubblicato nel 1981.

## Tracce
1. Water on Glass – 3:31
2. Our Town – 3:50
3. Everything We know – 3:46
4. Young Heroes – 3:41
5. Kids in America – 3:28
6. Chequered Love – 3:21
7. 2-6-5-8-0 – 3:13
8. You'll Never Be So Wrong – 4:18
9. Falling Out – 4:05
10. Tuning in Tuning On – 4:27